# Línea Mitre
La línea Mitre es una de las 7 líneas suburbanas de los Ferrocarriles metropolitanos de Buenos Aires. Esta línea es operada por la empresa Trenes Argentinos Operaciones desde el 2 de marzo de 2015.

## Servicios
Esta línea perteneciente a la red nacional del Ferrocarril Bartolomé Mitre, presta servicios de pasajeros entre las estaciones Retiro, en el barrio de Retiro de la Ciudad de Buenos Aires, y las estaciones de Zárate, Capilla del Señor y Bartolomé Mitre, José León Suárez y Tigre en la provincia de Buenos Aires.

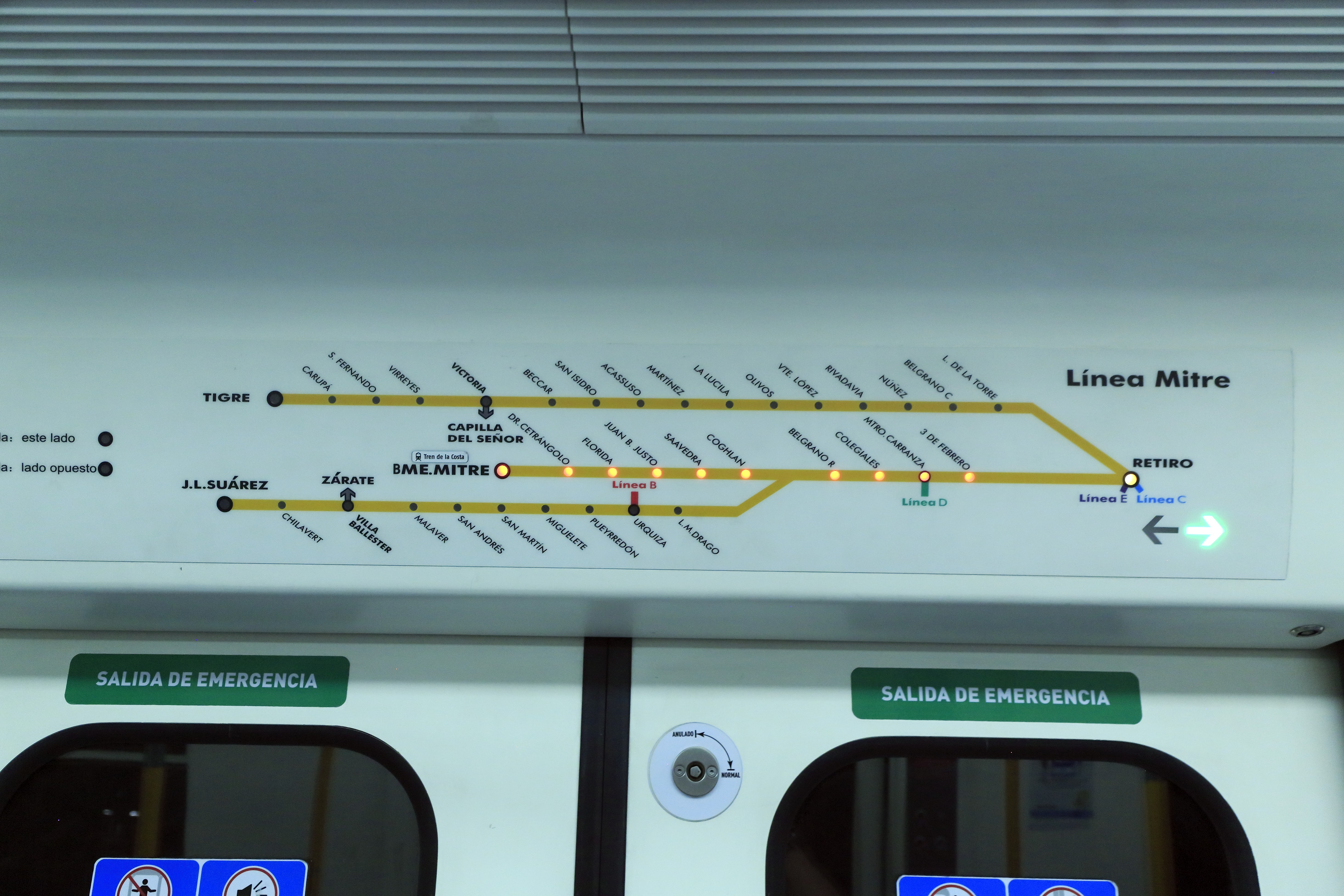
Mapa de la línea Mitre.

Compone un total de 55 estaciones, partiendo de la Ciudad de Buenos Aires y atravesando los partidos de San Isidro, Vicente López, San Fernando, Tigre, San Martín, Escobar, Pilar, Exaltación de la Cruz, Zárate y Campana.
Sirve anualmente a 2012 a 51,4 millones de pasajeros.

### Retiro - Tigre
Este ramal electrificado tiene 17 estaciones y recorre 28 km entre el centro de la Ciudad de Buenos Aires y Tigre. Tiene 134 servicios en cada sentido, los días hábiles, 92 servicios en cada sentido los días no hábiles y el tiempo de viaje entre ambas cabeceras es de 75 minutos debido al deterioro de las vías y el señalamiento. Desde el 25 de noviembre de 2014 el servicio se presta con las formaciones CSR adquiridas para la modernización de la línea Mitre. La frecuencia de este ramal es de 16 minutos por tren. Una de sus obras fue la del Viaducto Mitre, que consistió en la elevación de 3,9 km de vías, entre la Avenida Dorrego y la Avenida Monroe, en la  Ciudad Autónoma de Buenos Aires, abriendo y liberando calles del trazado y elevando las estaciones Lisandro de la Torre y Belgrano C. A partir de febrero del 2025 comenzaron las obras de renovación total de vías entre Tigre y Empalme Maldonado renovando así 40 km de vías en un plazo estimado de 2 años 

### Retiro - Bartolomé Mitre
Este servicio de 17 km cuenta de 11 estaciones, siendo 4 compartidas con el ramal a José León Suárez. Su servicio es eléctrico, posee unidades CSR adquiridas para la modernización de la línea Mitre. Parte de la estación Retiro Mitre hasta la estación Bartolomé Mitre en el partido de Vicente López. En esta última terminal se puede combinar con el Tren de la Costa, sin embargo sus horarios no están sincronizados. Posee aproximadamente 33 servicios ida y 62 vuelta cada día hábil. El promedio actual de viaje entre cabeceras, es de 37 minutos, dado el deterioro de las vías y remodelaciones en la línea.

### Retiro - José León Suárez
El ramal cuenta con 52 servicios ida más vuelta, por día entre cabeceras. Posee 15 estaciones, con un tiempo de 50 minutos de punta a punta. Desde el 26 de enero de 2015, este ramal cuenta con las formaciones CSR, convirtiéndose en el segundo ramal de la línea con formaciones 0 km junto con los 36 kilómetros de vías renovadas de forma integral (recambio de vías, durmientes, balasto).[cita requerida]

### Victoria - Capilla del Señor
El servicio recorre 57 km con 10 estaciones. Es prestado por locomotoras diésel. este ramal fue sometido a varias mejoras como la renovación integral de vías entre El Talar y Los Cardales cambiando durmientes viejos por durmientes nuevos de hormigón, soldadura aluminio térmica de vías, renovación de piedra balasto y Alineación de rieles. Esta planeada la electrificación desde Victoria y El Talar.

### Villa Ballester - Zárate
El recorrido es de 72 km y cuenta con 11 estaciones, con un tiempo de 90 minutos de punta a punta. Es un servicio a cargo de locomotoras diésel. Este ramal ha sido sometido a mejoras, como recambio de durmientes viejos por durmientes de hormigón, soldadura de vías y renovación de piedra balasto. La obra está finalizada y las formaciones circulan de forma normal. Está planeada la electrificación entre José León Suárez y Benavídez.

## Imágenes

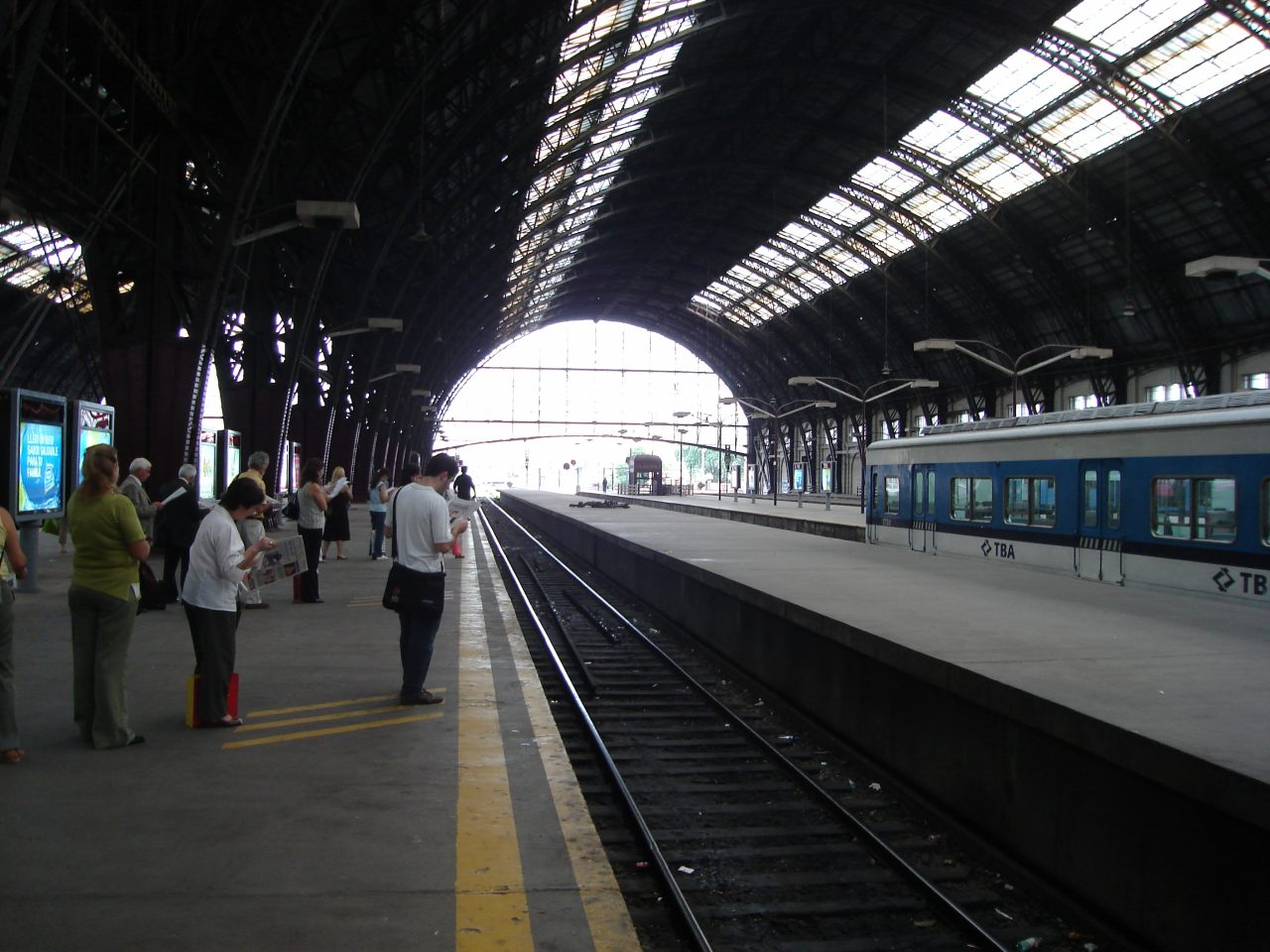
Plataformas en Estación Retiro Mitre.
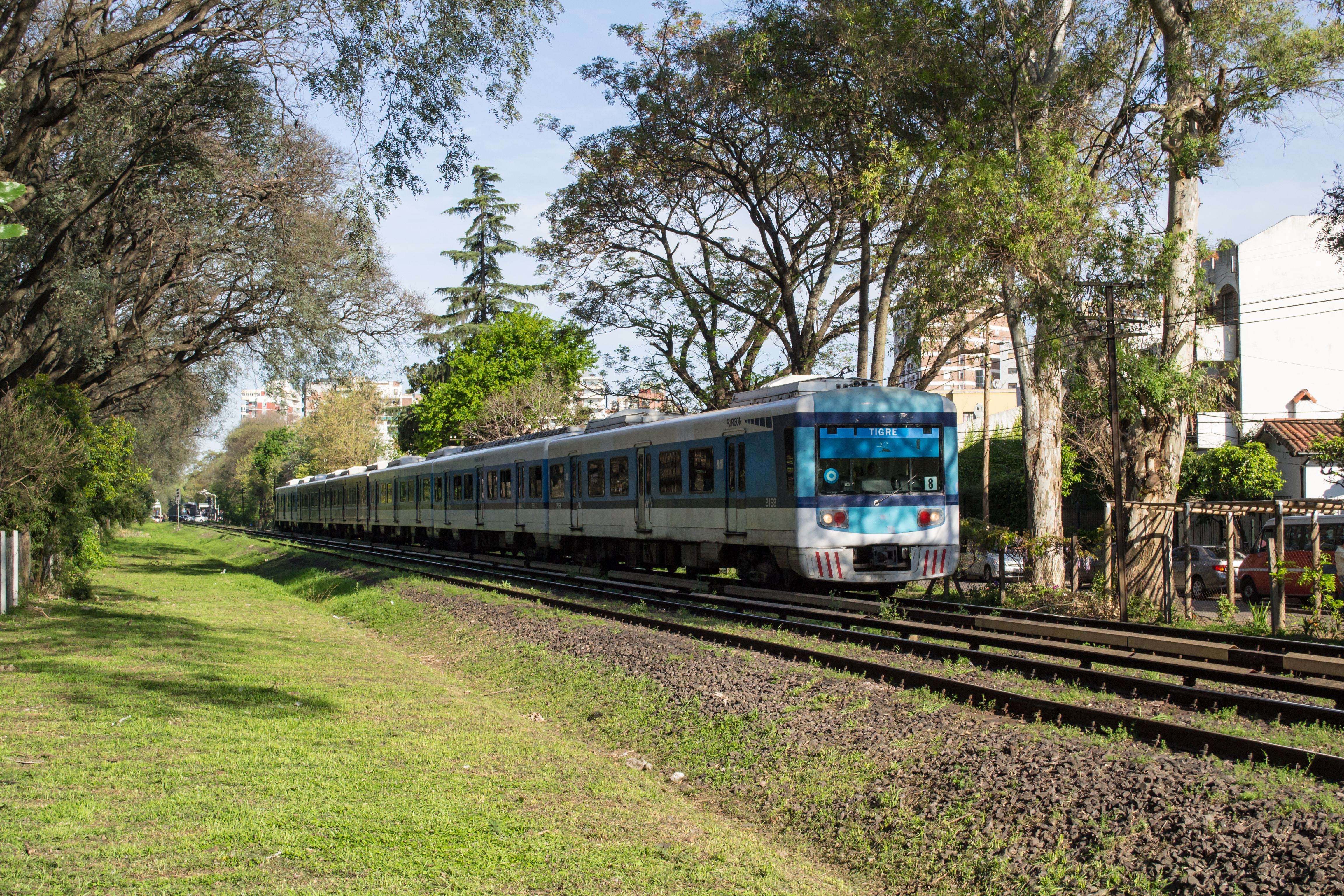
Formación eléctrica Puma "8" en Olivos rumbo a Tigre.
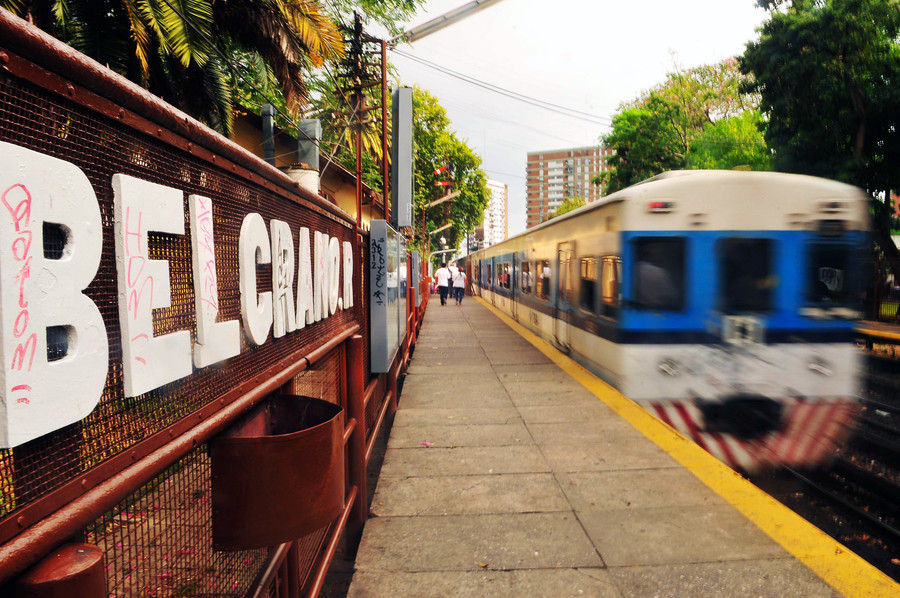
Formación Toshiba en la estación Belgrano R.
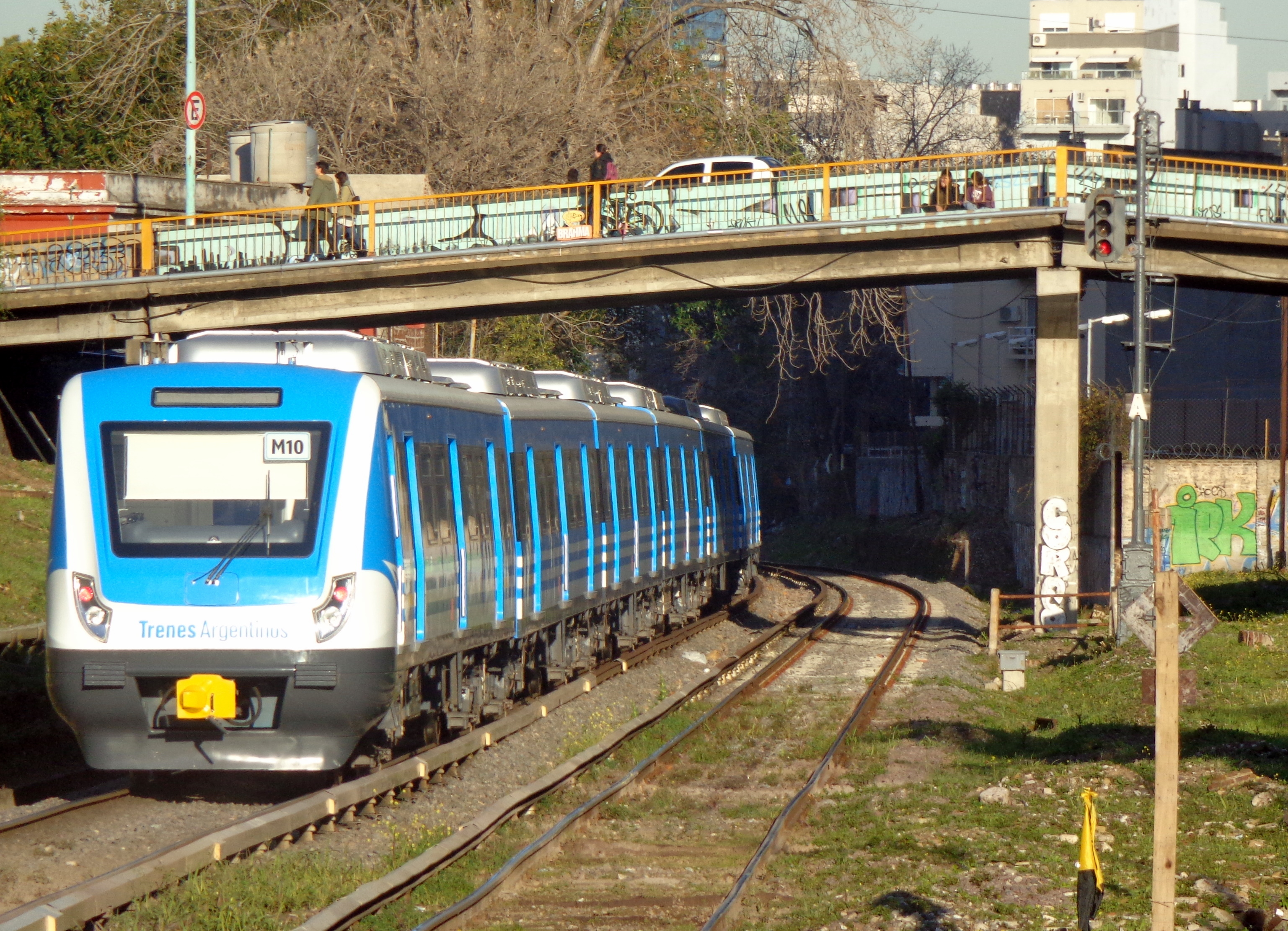
Formación saliendo de la estación Colegiales.
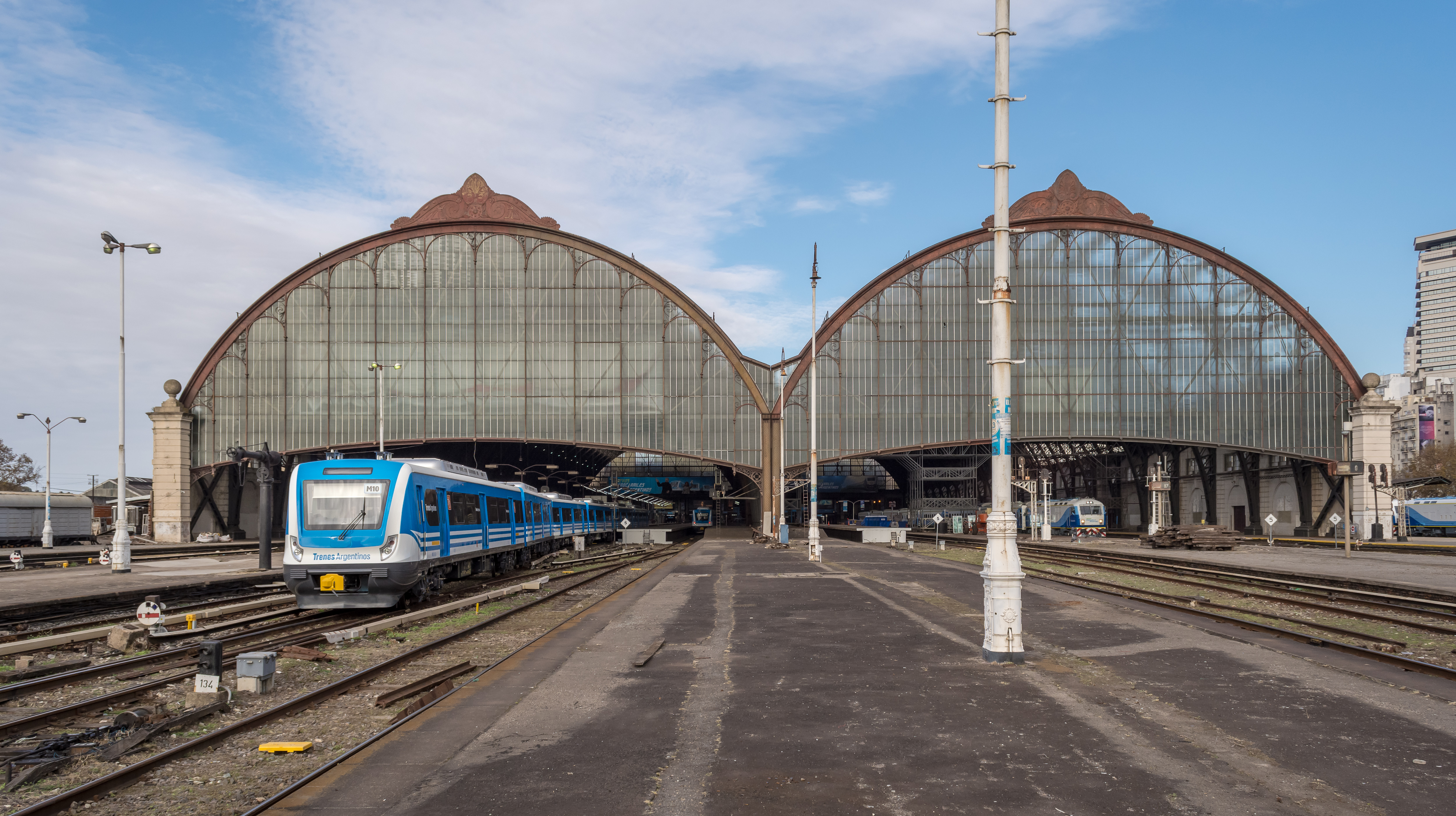
Tren partiendo de Retiro.
- Formación "B" Puma V2 entrando a la estación Ministro Carranza.
- Formación "E" Puma V3, entre las estaciones Belgrano R y Colegiales.
- Unidad eléctrica múltiple CSR arribando a la estación Rivadavia.